# Estación de Crimée
La estación de Crimée es una estación del metro de París situada al noreste de la capital, en el XIX Distrito. Forma parte de la línea 7. 

## Historia
La estación fue inaugurada el 5 de noviembre de 1910 como parte del tramo inicial de la línea 7. 
Debe su nombre a la Guerra de Crimea, conflicto en el que participó Francia.

## Descripción
Se compone de dos vías y de dos andenes laterales de 75 metros.
Está diseñada en bóveda elíptica revestida completamente de los clásicos azulejos blancos del metro parisino aunque en este caso son planos, sin biselar. 
La iluminación es de estilo Ouï-dire realizándose a través de estructuras que recorren los andenes sujetados por elementos curvados que proyectan una luz difusa en varias direcciones. Inicialmente esta iluminación coloreaba las bóvedas pero esta característica se ha perdido. Ese mismo estilo parece también en los asientos donde se combinan asientos convencionales con bancos que por su altura permiten tanto apoyarse como sentarse. 
La señalización por su parte usa la moderna tipografía Parisine donde el nombre de la estación aparece en letras blancas sobre un panel metálico de color azul.